# イヌリンゴ
イヌリンゴ（犬林檎、学名：Malus prunifolia）は、バラ科リンゴ属の落葉高木。別名ヒメリンゴ。

## 特徴

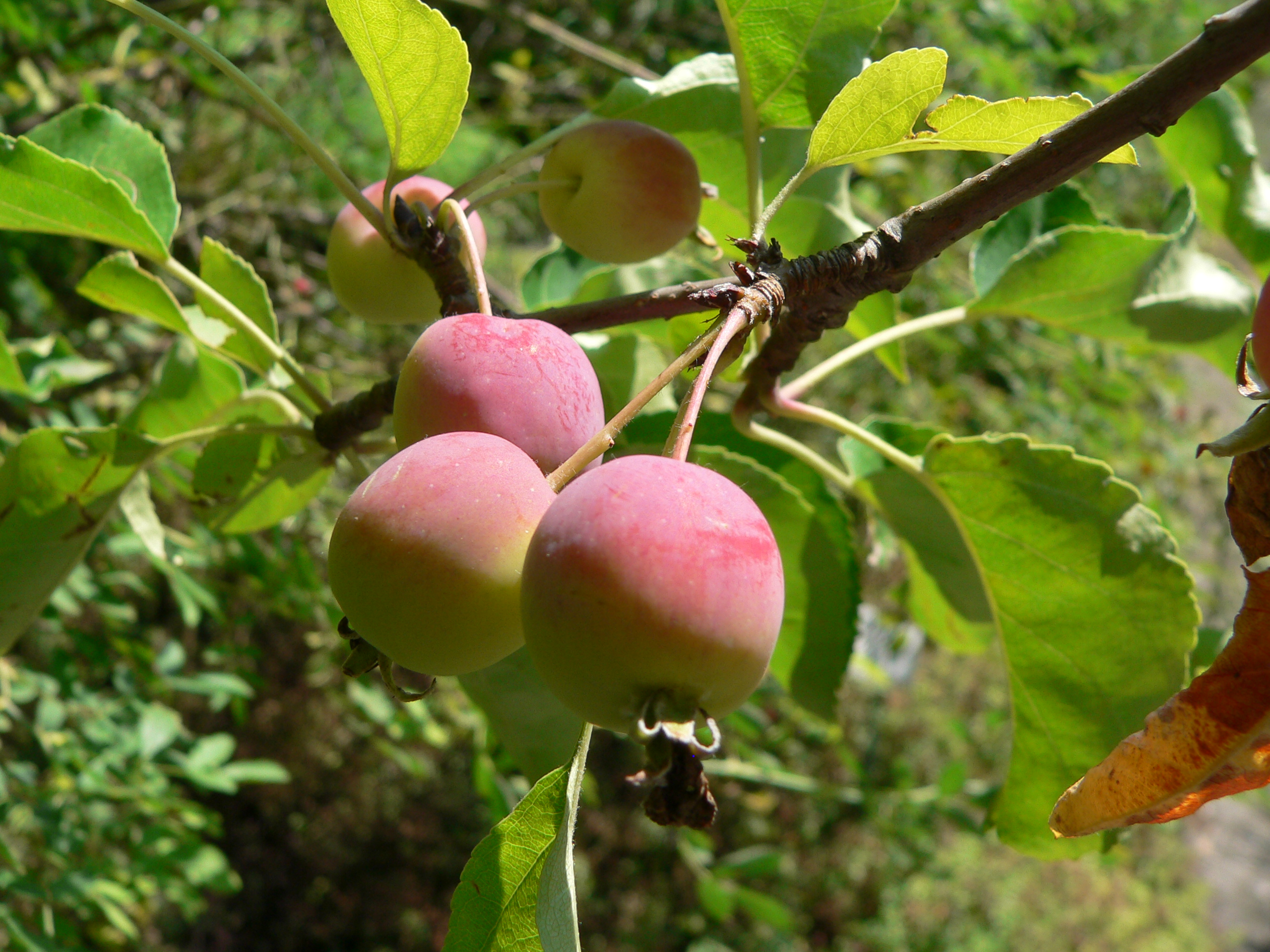
果実

幹の高さは10m、直径は20cmほどまで成長する。若枝には軟毛があるが、成長すると無毛になる。葉は長さ6-10cmの楕円形で、鋸歯がある。
花は、枝の先に5-6個がつく。白い軟毛があり、長さ3.5-4cmの花柄をもつ。つぼみは淡紅色だが、開くと白色になる。花の大きさは、3.5-5cm。
果実は球形で直径が2-2.5cm。熟すと黄色から紅色になり、先はへこまない。日本においては、熟したものであっても酸味が強く食用価値が低いことから安価であるため、りんご飴の材料として使用されることが多い。

## 主たる原産地
- 中華人民共和国 北部で広く栽培される[1]。